# Battista Dossi
Battista di Niccolò Luteri, allgemein bekannt als Battista Dossi (* um 1493/1495 vor 1510 in San Giovanni del Dosso; † 1548 in  Ferrara), war ein italienischer Maler.

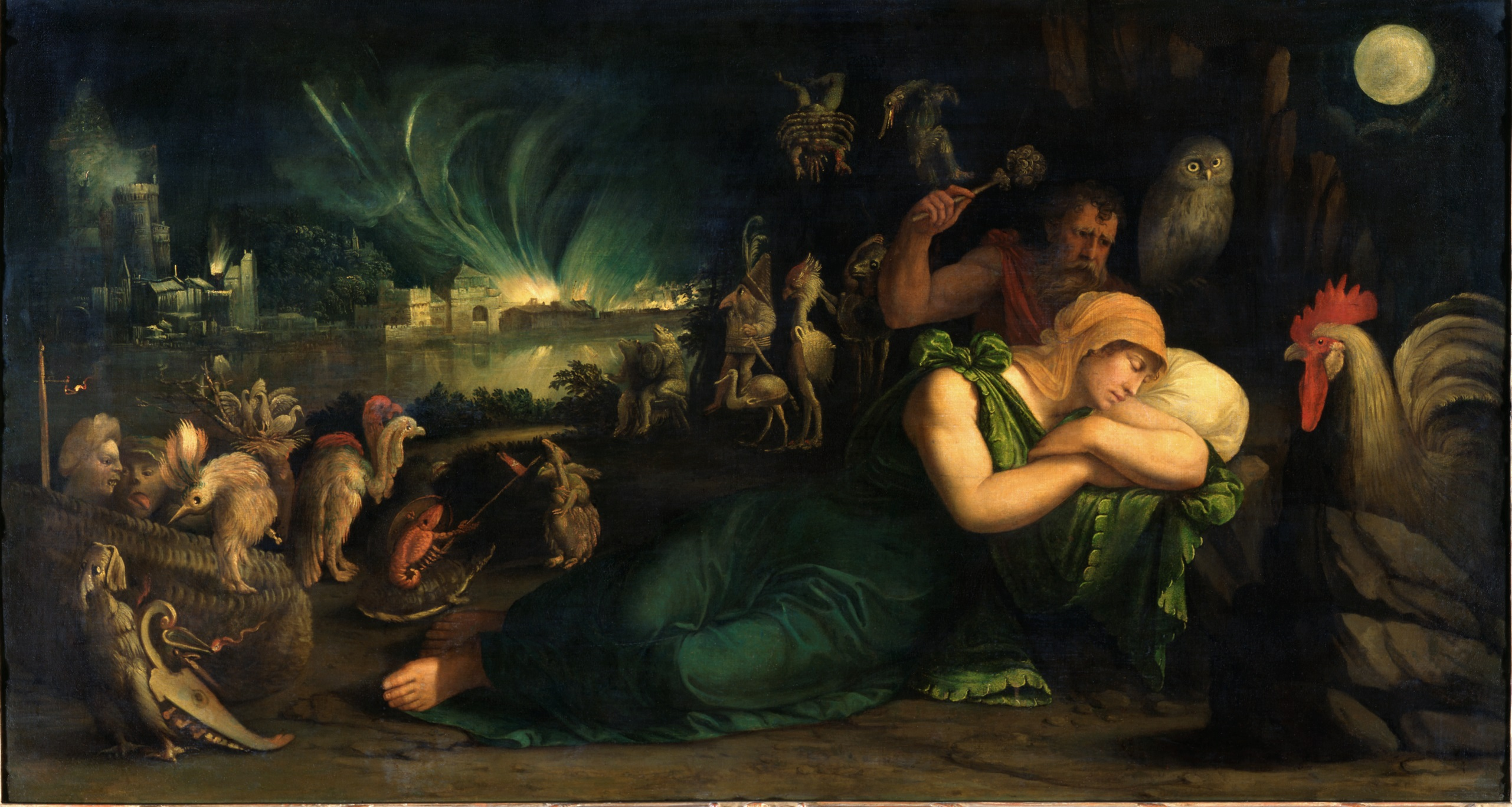
Die Nacht (1544–1548), Gemäldegalerie Alte Meister in Dresden

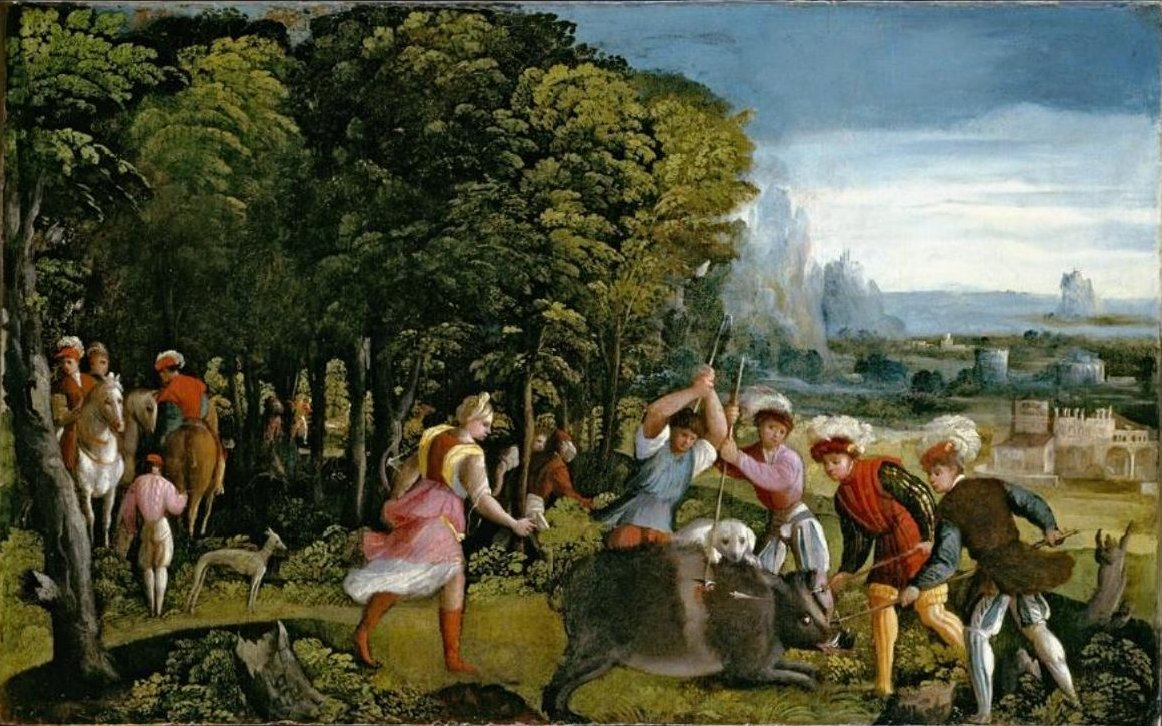
Jagd des kalydonischen Ebers (nach 1520), El Paso Museum of Art

## Leben
Als jüngerer und weniger begabter Bruder von Dosso Dossi, war auch er am Hof der Este in Ferrara unter Alfonso I. und dann unter Ercole II. tätig. Als Hofkünstler arbeitete er zusammen mit seinem Bruder an verschiedenen Projekten, u. a. an der Freskendekoration von Palästen und Villen, Leinwandmalerei, oft mit mythologischen und poetischen Themen, dem Zeichnen von Kartonen für Wandteppiche, theatralischen Bühnenbildern, Ausstattung für Feste, Fahnen, Münzen und Töpferwaren, sowie der Tätigkeit als Porträtist und Schöpfer von Andachtsbildern in kleinem und mittlerem Format. In den herzoglichen Registern wird er auch wegen verschiedener Vergoldungsarbeiten, Dekorationen von Möbeln, Kutschen und Boote, angeführt, aber keines dieser Werke blieb erhalten.
1517 zog er nach Rom und trat in die Werkstatt Raffaels ein. Nach dem Tod des Meisters (1520) kehrte er nach Ferrara zurück und stellte sich wieder in den Dienst des Hofes. Unter seinen Schülern war Camillo Filippi.
Battista wird das Porträt von Alfonso I. d’Este in der Gestalt eines Feldherrn, mit der Schlacht von Polesella im Hintergrund, zugeschrieben. Das Gemälde, das heute in der Galleria Estense in Modena aufbewahrt wird, entstand zwischen 1534 und 1536 und dokumentiert ein Ereignis, das Alfonso sehr am Herzen lag und 1509 stattfand.
Zu seinen Werken mit sakralen Themen gehört die Christi Geburt mit Heiligen und Stiftern (1536) in der Galleria Estense in Modena.
1544 gehörte er zu den Malern, die von Ercole II. d’Este mit der Realisierung von zwei der neun Gemälde beauftragt wurden, die die „stancie nove de corte“ schmückten, die mit den an die Via Coperta angrenzenden Räumen identifiziert werden kann, die das Schloss der Estense mit dem Herzogspalast verband. In den ihm zugeschriebenen Tafeln stellte Battista die Allegorien von Justizia und Frieden dar. Beide werden heute in der Gemäldegalerie in Dresden aufbewahrt. Zwischen 1544 und 1548 war er auch in den neuen Gemächern von Ercole  II. d’Este tätig: Die Morgenröte und die Nacht befinden sich heute in der Dresdner Gemäldegalerie, sowie der heute verschollene Tag.